# Saint-Georges-sur-Renon

Saint-Georges-sur-Renon este o comună în departamentul Ain din estul Franței.